# Chiton (Chiton) torri
Chiton (Chiton) torri is een keverslakkensoort uit de familie van de Chitonidae. De wetenschappelijke naam van de soort werd in 1907 voor het eerst geldig gepubliceerd door Suter.